# María Pantazí
Pour les articles homonymes, voir Pantazi.
María Pantazí, ou mieux María Pandazí (en grec : Μαρία Πανταζή, ? - Paris 1871) est une anarchiste grecque.
Dans les années 1860, elle vit à Naples et se livre à la prostitution pour subvenir à ses besoins. Elle rencontre dans cette ville Emanouil Dadaoglou, un anarchiste grec impliqué
dans les émeutes d'Athènes dirigées contre le roi Othon Ier de Grèce en 1862, et devient sa compagne. Au décès de Dadaoglu, survenu en 1870, elle part à Paris. Là, elle rejoint un groupe d'anarchistes et prend une part active à la Commune. Après la défaite du soulèvement en 1871, elle est arrêtée par les Versaillais et fusillée.
Maria Pantazi est probablement la première femme grecque à s'être impliquée activement dans le mouvement anarchiste.

## Sources
- (en) James Sotros, The Greek Speaking Anarchist and Revolutionary Movement (1830-1940) - Writings for a History. éditions: No Gods-No Masters, décembre 2004.
- Joëlle Dalegre, La Grèce inconnue d'aujourd'hui, de l'autre côté du miroir, L'Harmattan, 2011, p. 84, lire en ligne.